# Pływanie artystyczne na Mistrzostwach Świata w Pływaniu 2022
Zawody w pływaniu artystycznym na 19. Mistrzostwach Świata w Pływaniu odbyły się w dniach 17–25 czerwca 2022 na Pływalni im. Alfréda Hajósa w Budapeszcie na Węgrzech. 22 czerwca w trakcie zmagań finałowych w solo dowolnie Amerykanka Anita Alvarez zasłabła podczas występu.

## Harmonogram
Łącznie zostało rozegranych 10 konkurencji.
| Data       | Godzina UTC+02:00 | Konkurencja                             |
| ---------- | ----------------- | --------------------------------------- |
| 17 czerwca | 09:00             | Solo technicznie – eliminacje           |
| 17 czerwca | 13:00             | Duety technicznie – eliminacje          |
| 18 czerwca | 10:00             | Kombinacja dowolnie – eliminacje        |
| 18 czerwca | 13:00             | Duety mieszane technicznie – eliminacje |
| 18 czerwca | 16:00             | Solo technicznie – finał                |
| 19 czerwca | 10:00             | Zespół technicznie – eliminacje         |
| 19 czerwca | 16:00             | Duety technicznie – finał               |
| 20 czerwca | 9:00              | Solo dowolnie – eliminacje              |
| 20 czerwca | 14:00             | Duety mieszane technicznie – finał      |
| 20 czerwca | 16:00             | Kombinacja dowolnie – finał             |
| 21 czerwca | 9:00              | Duety dowolnie – eliminacje             |
| 21 czerwca | 16:00             | Zespół technicznie – finał              |
| 22 czerwca | 10:00             | Zespół dowolnie – eliminacje            |
| 22 czerwca | 16:00             | Solo dowolnie – finał                   |
| 23 czerwca | 10:00             | Program highlight – eliminacje          |
| 23 czerwca | 16:00             | Duety dowolnie – finał                  |
| 24 czerwca | 10:00             | Duety mieszane dowolnie – eliminacje    |
| 24 czerwca | 16:00             | Zespół dowolnie – finał                 |
| 25 czerwca | 13:30             | Duety mieszane dowolnie – finał         |
| 25 czerwca | 15:00             | Program highlight – finał               |

## Medaliści
| Konkurencja                            | Złoto | Złoto   | Srebro | Srebro  | Brąz | Brąz    |
| Konkurencja                            | Zawodniczka / Zawodnik | Wynik   | Zawodniczka / Zawodnik | Wynik   | Zawodniczka / Zawodnik | Wynik   |
| Solo technicznie (szczegóły)           | Yukiko Inui · Japonia | 92,8662 | Marta Fiedina · Ukraina | 91,9555 | Ewangelia Platanioti · Grecja | 89,5110 |
| Solo dowolnie (szczegóły)              | Yukiko Inui · Japonia | 95,3667 | Marta Fiedina · Ukraina | 93,8000 | Ewangelia Platanioti · Grecja | 91,7667 |
| Duety technicznie (szczegóły)          | Chiny · Wang Liuyi · Wang Qianyi | 93,7536 | Ukraina · Maryna Ałeksijiwa · Władysława Ałeksijiwa | 91,8617 | Austria · Anna-Maria Alexandri · Eirini-Marina Alexandri | 91,2622 |
| Duety dowolnie (szczegóły)             | Chiny · Wang Liuyi · Wang Qianyi | 94,5667 | Ukraina · Maryna Ałeksijiwa · Władysława Ałeksijiwa | 94,1667 | Austria · Anna-Maria Alexandri · Eirini-Marina Alexandri | 92,8000 |
| Zespół technicznie (szczegóły)         | Chiny · Chang Hao · Feng Yu · Wang Ciyue · Wang Liuyi · Wang Qianyi · Xiang Binxuan · Xiao Yanning · Zhang Yayi | 94,7202 | Japonia · Moka Fujii · Moe Higa · Moeka Kijima · Tomoka Sato · Akane Yanagisawa · Mashiro Yasunaga · Megumu Yoshida · Rie Yoshida                                                   | 92,2261 | Włochy · Domiziana Cavanna · Linda Cerruti · Costanza Di Camillo · Costanza Ferro · Gemma Galli · Marta Iacoacci · Marta Murru · Enrica Piccoli                                     | 91,0191 |
| Zespół dowolnie (szczegóły)            | Chiny · Chang Hao · Feng Yu · Wang Ciyue · Wang Liuyi · Wang Qianyi · Xiang Binxuan · Xiao Yanning · Zhang Yayi | 96,7000 | Ukraina · Maryna Ałeksijiwa · Władysława Ałeksijiwa · Ołesia Derewianczenko · Marta Fiedina · Weronika Hryszko · Sofija Macijewska · Anhelina Owczynnikowa · Wałerija Tyszczenko    | 95,0000 | Japonia · Moka Fujii · Moe Higa · Moeka Kijima · Tomoka Sato · Hikari Suzuki · Akane Yanagisawa · Mashiro Yasunaga · Megumu Yoshida                                                 | 93,1333 |
| Kombinacja dowolnie (szczegóły)        | Ukraina · Maryna Ałeksijiwa · Władysława Ałeksijiwa · Ołesia Derewianczenko · Marta Fiedina · Weronika Hryszko · Sofija Macijewska · Daria Moszynska · Anhelina Owczynnikowa · Anastasija Szmonina · Wałerija Tyszczenko | 95,0333 | Japonia · Moka Fujii · Moe Higa · Asaka Hosokawa · Yuka Kawase · Moeka Kijima · Hikari Suzuki · Akane Yanagisawa · Mashiro Yasunaga · Megumu Yoshida · Rie Yoshida                  | 93,5667 | Włochy · Domiziana Cavanna · Linda Cerruti · Constanza di Camillo · Costanza Ferro · Gemma Galli · Marta Iacoacci · Marta Murru · Enrica Piccoli · Federica Sala · Francesca Zunino | 92,0333 |
| Duety mieszane dowolnie (szczegóły)    | Włochy · Lucrezia Ruggiero · Giorgio Minisini | 90,9667 | Japonia · Tomoka Sato · Yotaro Sato | 89,7333 | Chiny · Shi Haoyu · Zhang Yiyao | 88,4000 |
| Duety mieszane technicznie (szczegóły) | Włochy · Lucrezia Ruggiero · Giorgio Minisini | 89,2685 | Japonia · Tomoka Sato · Yotaro Sato | 86,5939 | Chiny · Shi Haoyu · Zhang Yiyao | 86,4425 |
| Program highlight (szczegóły)          | Ukraina · Maryna Ałeksijiwa · Władysława Ałeksijiwa · Ołesia Derewianczenko · Marta Fiedina · Weronika Hryszko · Sofija Macijewska · Daria Moszynska · Anhelina Owczynnikowa · Anastasija Szmonina · Wałerija Tyszczenko | 95,0333 | Włochy · Domiziana Cavanna · Linda Cerruti · Constanza di Camillo · Costanza Ferro · Gemma Galli · Marta Iacoacci · Marta Murru · Enrica Piccoli · Federica Sala · Francesca Zunino | 92,2667 | Hiszpania · Cristina Arámbula · Abril Conesa · Berta Ferreras · Emma Garcia · Mireia Hernández · Meritxell Mas · Alisa Ozhogina · Paula Ramírez · Iris Tió · Blanca Toledano        | 91,9333 |

## Klasyfikacja medalowa
| Miejsce | Państwo   | Złoto | Srebro | Brąz | Razem |
| ------- | --------- | ----- | ------ | ---- | ----- |
| 1.      | Chiny     | 4     | 0      | 2    | 6     |
| 2.      | Ukraina   | 2     | 5      | 0    | 7     |
| 3.      | Japonia   | 2     | 4      | 1    | 7     |
| 4.      | Włochy    | 2     | 1      | 2    | 5     |
| 5.      | Austria   | 0     | 0      | 2    | 2     |
| 5.      | Grecja    | 0     | 0      | 2    | 2     |
| 7.      | Hiszpania | 0     | 0      | 1    | 1     |
| Razem   | Razem     | 10    | 10     | 10   | 30    |